# 권절
권절(權節, 1422년 ~ 1494년)은 조선시대 전기의 문신이다. 생육신의 한 사람으로 자는 단조(端操), 호는 율정(栗亭)이며, 본관은 안동(安東)이다. 1447년 세종 29년 문과 시험에 급제하여 집현전 교리에 이르렀으나 수양대군의 단종 폐위음모에 불참하였고, 단종이 폐위당하자 벼슬을 버리고 낙향하였으며, 세조가 그에게 여러차례 벼슬을 내렸으나 거짓으로 미친 사람 행세를 하며 일생을 보냈다. 사후 조선 숙종 때 그의 무덤 앞에 정문이 세워졌으며 이조판서로 추증되었다. 시호는 충숙(忠肅)이다.

## 생애
어릴 적부터 힘이 세고 재주가 남달리 뛰어나 남이 장군과 더불어 이름이 널리 알려졌다 한다.
1447년 세종 29년 친시문과 시험에 정과로 급제하였다. 이후 집현전에 들어갔고, 세종대왕의 눈에 들어 세종대왕은 그의 글과 무예의 뛰어남을 알고 집현전 교리로 승진시켰다. 이후 평소 정분이 있던 수양대군이 여러번 그를 찾아와 단종을 몰아내는 일에 대해서 의논해 왔으나, 권절은 들은 척도 하지 않은 채 수양대군의 계획에 응하지 않았다. 뒤에 수양대군이 여러번 사람을 보내 계유정난에 동참할 것을 여러 번 권유받았으나, 귀머거리로 가장하여 참여하지 않았다.
1455년 교리가 되었으나 곧 수양대군이 단종을 폐위시키고 왕위에 오르자, 통정대부(通政大夫)로 발탁되고 원종공신 2등에 책록되었으나 조정에 참여하지 않았다. 권절의 재주를 아까워한 세조는 다시 첨지중추부사의 벼슬을 내렸다. 그러나 그는 끝내 이를 사양하고, 거짓으로 미친 사람 행세를 하며 일생을 보냈다.

## 사후
사후 조선 숙종 때 그의 무덤 앞에 정문이 세워졌으며 이조판서로 추증되었다. 1791년 정조 15년 창절사(彰節祠)에 제향되었다. 시호는 충숙(忠肅)이다.

## 가족 관계
- 증조부 : 권귀(權貴)
  - 할아버지 : 권엄(權嚴)
    - 아버지 : 권심(權審)
    - 어머니 : 유계조(柳繼祖)의 딸

## 저서
- 《율정난고》